# Mariola Hoszowska
Mariola Małgorzata Hoszowska (ur. 1966 r. w Rzeszowie) – polska historyk, specjalizująca się w dydaktyce historii; nauczycielka akademicka związana z Uniwersytetem Rzeszowskim.

## Życiorys
Urodziła się w 1966 roku w Rzeszowie, z którym związała całe swoje życie prywatne i zawodowe. Ukończyła tam kolejno szkołę podstawową oraz IV Liceum Ogólnokształcącego. W 1985 roku po zdaniu egzaminu maturalnego podjęła studia na kierunku historia w Wyższej Szkole Pedagogicznej w Rzeszowie, które ukończyła w 1990 roku zdobywając tytuł zawodowy magistra. Następnie podjęła pracę jako asystent na swojej macierzystej uczelni - od 2001 roku Uniwersytet Rzeszowski. W 1997 roku awansowała na stanowisko adiunkta. W 1998 roku uzyskała stopień naukowy doktora nauk humanistycznych w zakresie historii na podstawie pracy pt. Metody nauczania historii w ogólnokształcącej szkole średniej w latach 1944-1966, której promotorem był dr hab. Alojzy Zielecki. W 2007 roku Rada Wydziału Socjologiczno-Historycznego Uniwersytetu Rzeszowskiego nadała jej stopień naukowy doktora habilitowanego nauk humanistycznych w zakresie historii o specjalności dydaktyka historii na podstawie pracy pt. Siła tradycji, presja życia. Kobiety w dawnych podręcznikach dziejów Polski (1795-1918). Niedługo potem została zatrudniona jako profesor nadzwyczajny. W 2009 roku objęła po prof. Jerzym Maternickim kierownictwo Zakładu Dydaktyki Historii i Wiedzy o Społeczeństwie Instytutu Historii.
Poza działalnością na rzeszowskim uniwersytecie jest aktywnym członkiem miejscowego oddziału Polskiego Towarzystwa Historycznego, Towarzystwa Badaczy i Miłośników Historii XIX wieku, które jest afiliowane przy Polskiej Akademii Umiejętności w Krakowie oraz wiceprezesem Towarzystwa Historiograficznego.

## Dorobek naukowy
Zainteresowania naukowe Marioli Hoszowsiej koncentrują się wokół zagadnień związanych z dziejami nauczania historii w XIX i XX wieku, historią kobiet, historią historiografii, kulturą historyczną jak i również współczesną dydaktyką historii. Do jej najważniejszych publikacji należą:
- Metody nauczania historii w ogólnokształcącej szkole średniej w latach 1944-1966, Rzeszów 2002.
- Praktyka nauczania historii w Polsce 1944-1956, Rzeszów 2002.
- Historia, społeczeństwo, wychowanie, Rzeszów 2003.
- Siła tradycji, presja życia : kobiety w dawnych podręcznikach dziejów Polski (1795-1918), Rzeszów 2005.